# 波羅的海車站
波羅的海車站（羅馬化：Baltiysky vokzal），1872年前稱為彼得宮城站（羅馬化：Petergofskim），是俄羅斯第二大城市聖彼得堡的一個鐵路總站，地址是側路渠路120號。
1857年7月21日啟用，1933年起只有郊區客車使用此站。

## 接駁地鐵站
- 波羅的海站 (聖彼得堡地鐵)